# Klapka odciążająca

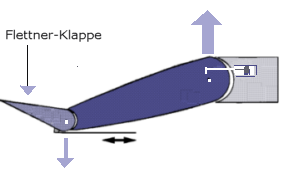
Zasada działania flettnera

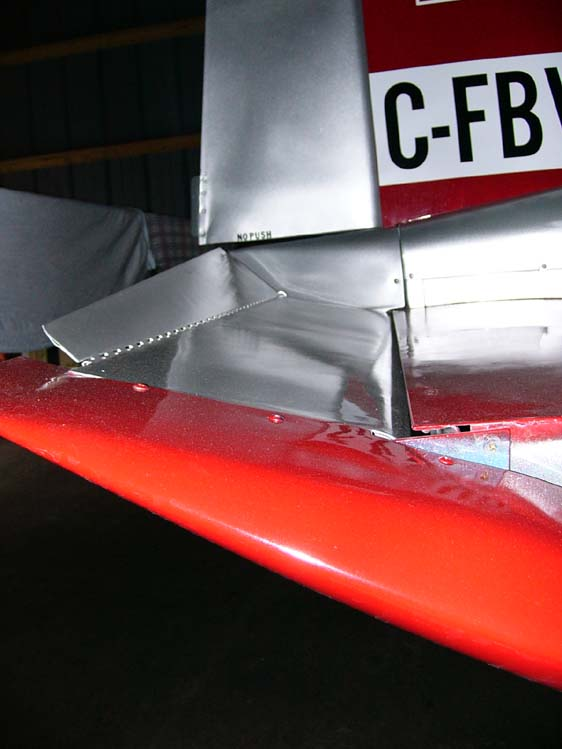
Klapka odciążająca na sterze wysokości

Klapka odciążająca, fletner – niewielki (zazwyczaj 6–8% powierzchni) element ruchomy, w postaci klapki umieszczanej na krawędzi spływu powierzchni sterowych statku powietrznego. Dzięki połączeniu flettnera z elementem stałym (np. statecznikiem) uzyskuje się odwrotne wychylenia klapki w stosunku do wychyleń sterów. Powoduje to wytworzenie siły aerodynamicznej, która na ramieniu od środka parcia klapki do osi zawiasu steru redukuje moment zawiasowy zmniejszając tym samym siły niezbędne do wychylenia sterów. Jej wadą jest zmniejszenie efektywności powierzchni sterowej, może też powodować wpadanie płatowca w drgania.
Nazwa pochodzi od nazwiska konstruktora morskiego i lotniczego Antona Flettnera.